# Округ Монтгомери (Вирџинија)
Округ Монтгомери (енгл. Montgomery County) је округ у америчкој савезној држави Вирџинија.

## Демографија
По попису из 2010. године број становника је 94.392, што је 10.763 (12,9%) становника више него 2000. године.
| Група             | 2000.          | 2010.          |
| Белци             | 74.519 (89,1%) | 81.091 (85,9%) |
| Афроамериканци    | 3.055 (3,7%)   | 3.716 (3,9%)   |
| Азијати           | 3.320 (4,0%)   | 5.112 (5,4%)   |
| Хиспаноамериканци | 1.321 (1,6%)   | 2.536 (2,7%)   |
| Укупно            | 83.629         | 94.392         |